# Ronyva
A Ronyva vagy Ronyva-patak (szlovákul Roňava) állandó vízfolyás, a Bodrog mellékvize. Trianon óta a Felsőregmec - Sátoraljaújhely közötti szakasza határfolyónak számít. 
Vízgyűjtő területének Magyarországra eső része a Zempléni-hegység Hegyköz nevű tájegysége.
A patak jobb partján fekszik Sátoraljaújhely, bal partján pedig a város Csehszlovákiához csatolt egykori Kisújhely városrészéből létrejött, ma Szlovákiához tartozó Slovenské Nové Mesto.
Jobb oldali mellékvize a Bózsva (Bósva), amely a később Széphalomhoz (majd azzal együtt Sátoraljaújhelyhez) csatolt Hosszúláznál ömlik bele.
Sátoraljaújhely északi részén folyik a Ronyvába a másik jobboldali mellékvize, a Fehér-patak.

## Nevének eredete
A folyó neve feltehetőleg szláv eredetű (vö. szerb-horvát Rovine, szlovén Rovine, Rovinje). Ezek az ősszláv rovъ (’árok’) szóból származnak. A szlovák Rovňa névalak viszont a magyarból kerülhetett át.

## Mederrendezések

### 19. századi szabályozás
A vasútépítés során a Ronyva patak első szabályozása is megtörtént, ekkor épült meg a Kassa felé vezető vasútvonal mellett az a meder, mely a trianoni békeszerződés szerint 1920-tól államhatárt képez. A régi mederben a Fehér-patak folyt át a városon. A Ronyva meder azonban a kisebb árvizek elvezetésére sem volt alkalmas, gyakori volt, hogy a város alacsonyabb részeit árvíz öntötte el.

### Az 1970-es években történő szabályozás
A patak határon lévő medrének bővítésére nem volt lehetőség, magyar oldalon a mederhez közeli lakóépületek, közművek, szlovák oldalon a közeli vasúti pálya miatt szűk volt a hely. Az 1970-es években a várost érő árvízi veszélyeztetés megoldására szabályozták a patakot és a szűk mederszakasz tehermentesítésére párhuzamos árapasztó medret ástak.
A patak korábban Sátoraljaújhelytől délre, a Ronyva-zugon keresztül a Bodrog-folyóba Végardó fölött torkollott be. A szabályozás első ütemében 3560 m hosszú új meder épült Sátoraljaújhely belterületének déli részétől keleti irányban, a Bodrog folyó 51,2 fkm szelvényéig.
A korábban rendszeres árvízi elöntések elkerülése érdekében a Fehér-patak és a Ronyva sátoraljaújhelyi szakaszán mederrendezést végeztek, egy fenéklépcsővel indítva kialakították a Ronyva-árapasztó csatorna medrét.

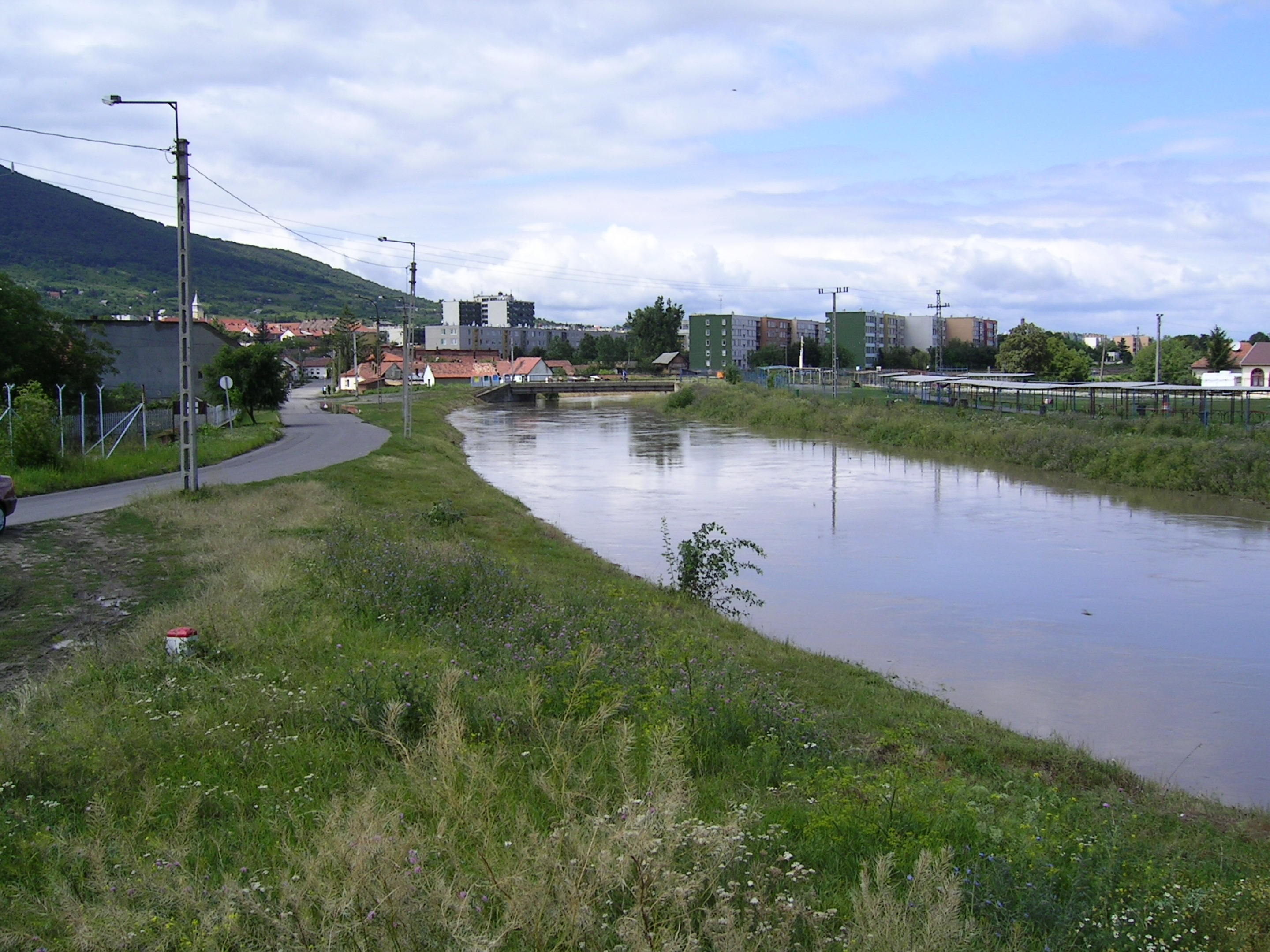
Ronyva árapasztó csatorna Sátoraljaújhely 2004

Ebben a Fehér-patak és a Ronyva vize keveredik, Sátoraljaújhely belterületén, a határkeresztező vasúti híd előtt egybetorkollva.

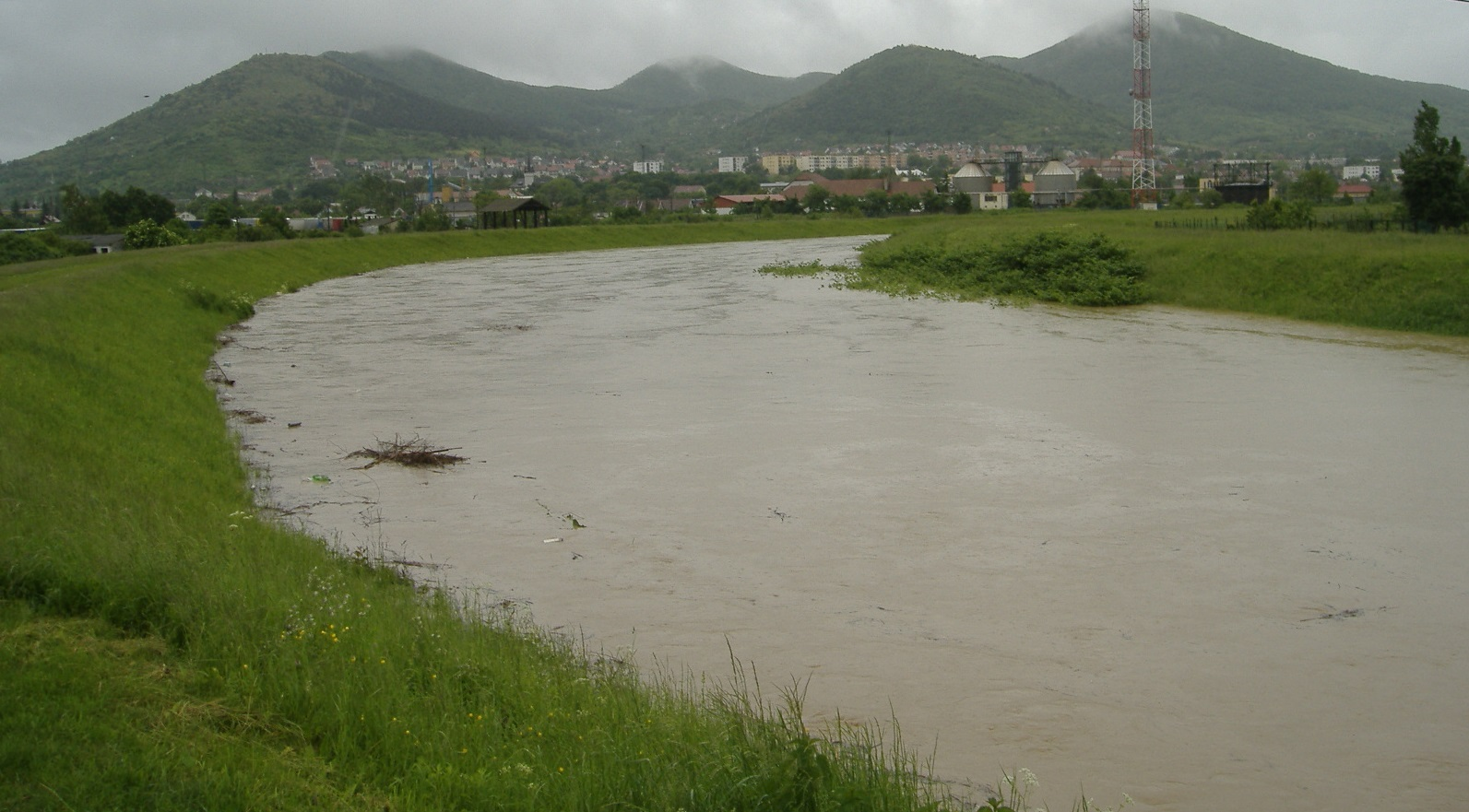
A Ronyva mesterséges medrében Sátoraljaújhely

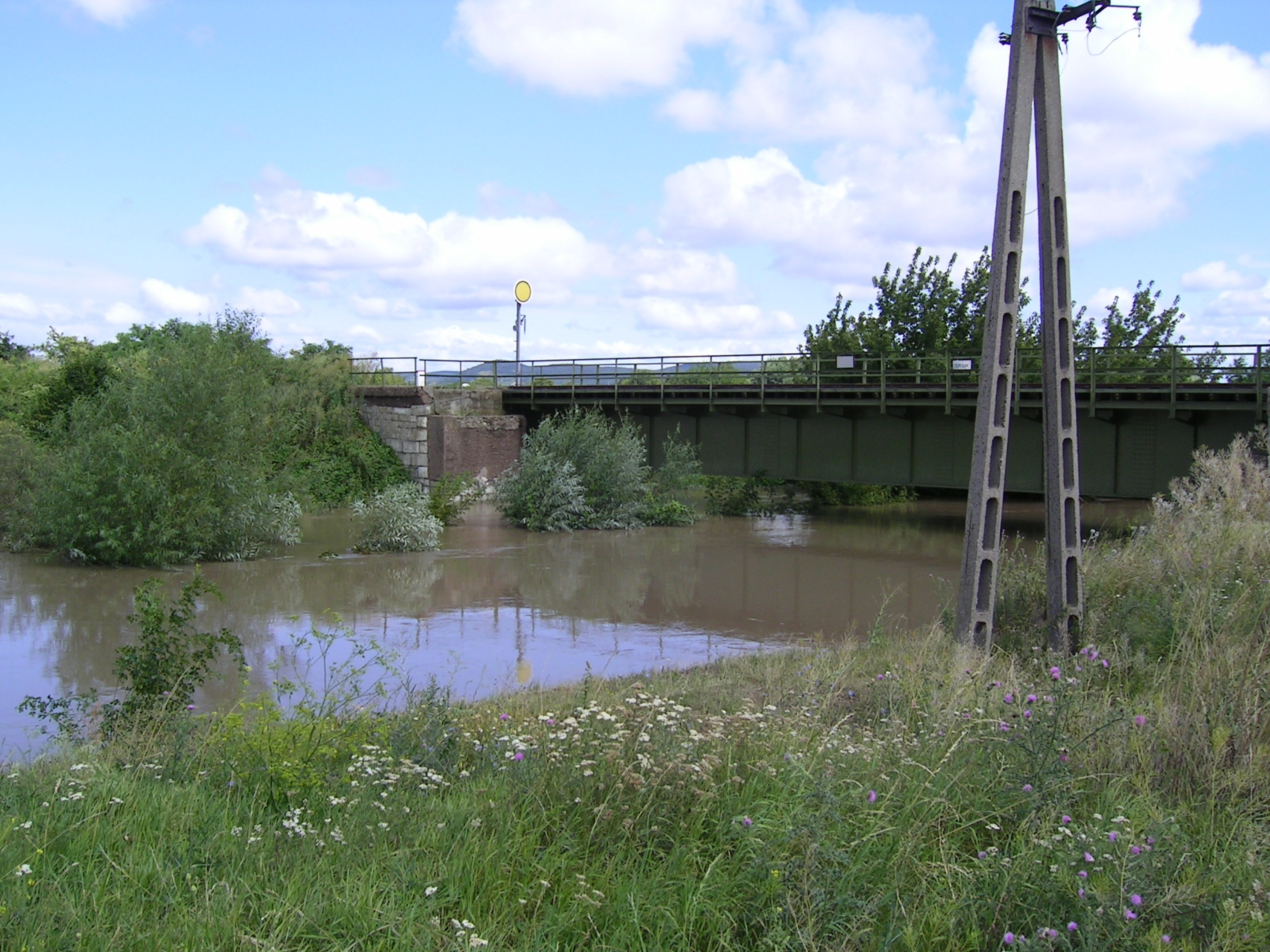
Határkeresztező vasúti híd a Ronyva felett

Ettől a torkolattól a Ronyva új, mesterséges mederben folyva, határfolyóként éri el torkolatát a Bodrog folyónál.

### A 2010. év utáni árvízvédelmi beruházások
A mederrendezések ellenére 2010-ben Sátoraljaújhely alsó részeit ismét árvíz öntötte el. 

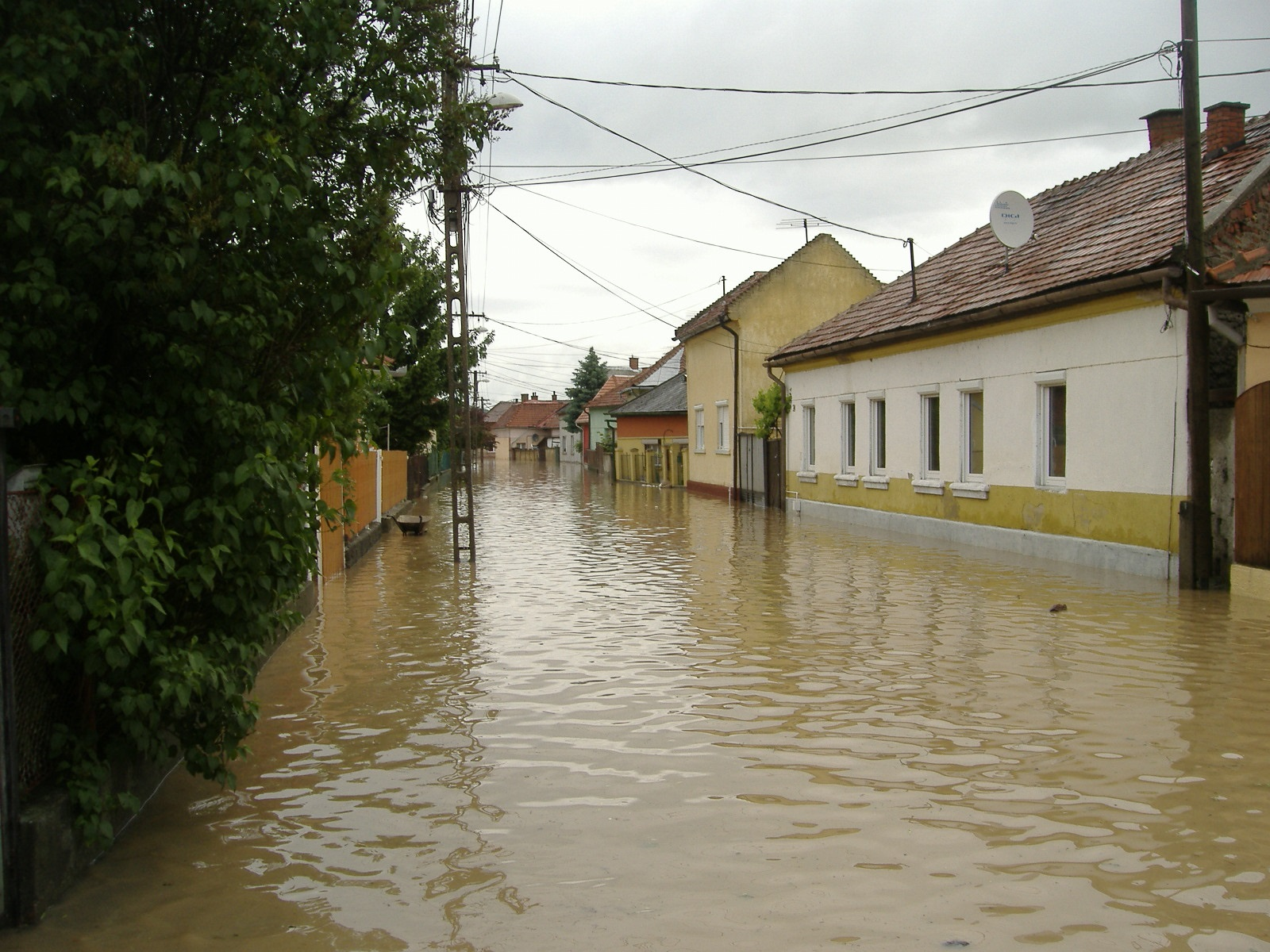
Árvíz Sátoraljaújhelyen 2010-ben

A minden korábbi vízállást felülmúló árvízszint miatt Sátoraljaújhely veszélyeztetett szakaszain a vízfolyások mentén árvízvédelmi betonfalakat létesítettek.

## Holt-Ronyva
A mesterséges meder kialakítása során a Ronyva régi, természetes medrét elvágták, így alakult ki a Holt-Ronyva, amely csapadékvizek és forrásvizek befogadójaként, árvízvédelmi töltésekkel átvágva, mesterséges szakaszokkal bolygatva a Long-erdő természetvédelmi területnél (Kapronca-ér, Hosszú tó) ill. Sárospatak-Végardó fölött torkollik a Bodrog folyóba.

## Történelem

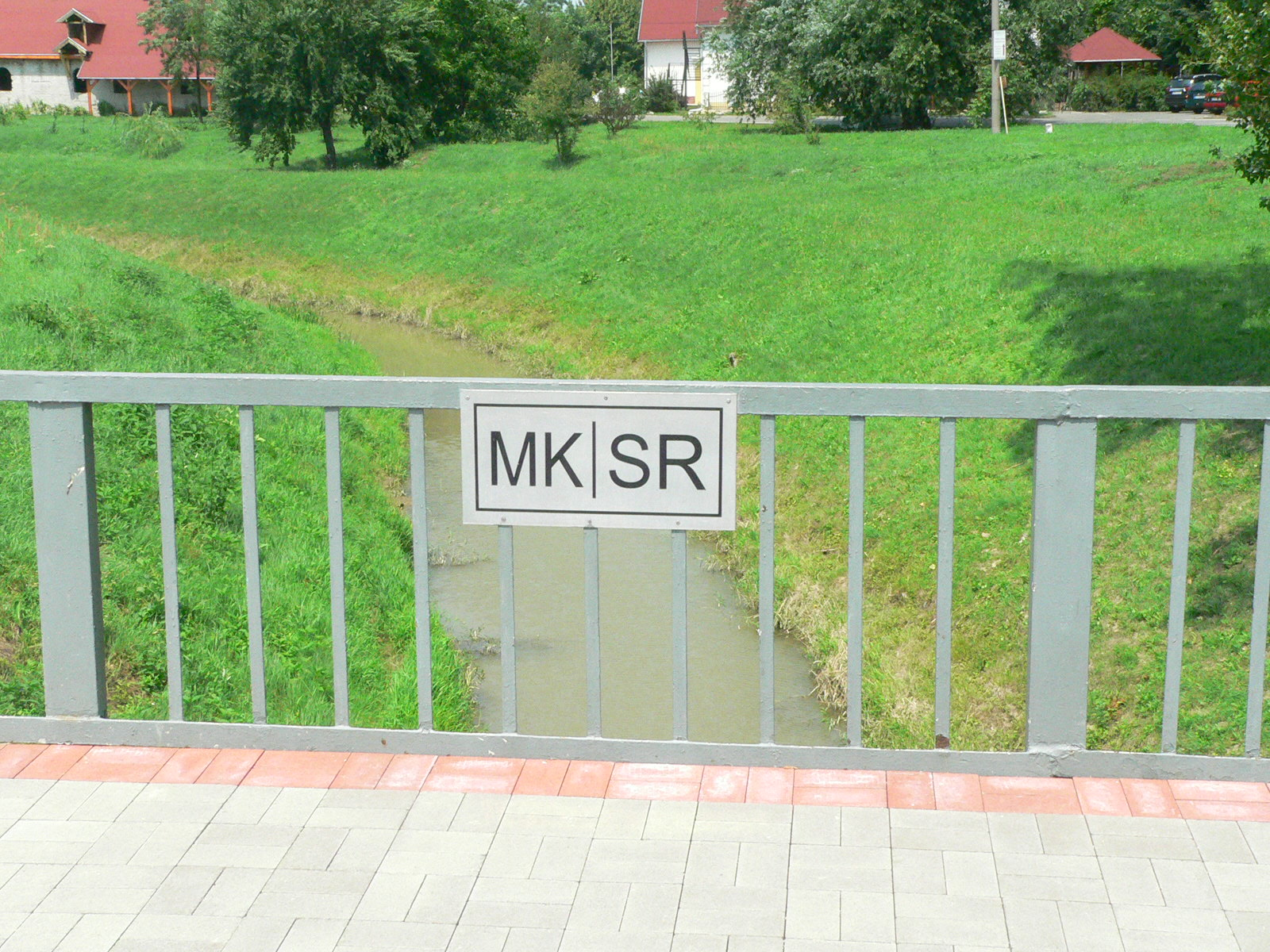
A legenda szerinti „hajózható határfolyó”

Az első világháború után a Magyarország és Csehszlovákia közötti határ megállapításakor a patakot határfolyónak tették meg annak érdekében, hogy a túlparton futó Kassa–Csap-vasútvonal teljes egészében a határ túloldalára kerüljön, és biztosítsa a kisantant országok közötti kapcsolatot. Ennek következtében Sátoraljaújhely gyártelep vasútállomása, de a város villanytelepe is Csehszlovákiához került. 1927 körül keletkezett az az ezzel kapcsolatos legenda, hogy a Ronyvát (az Ipoly folyóval együtt) a csehszlovák fél hajózhatónak állította be, és az így lehetett az antant tárgyalók megtévesztésével határfolyó. Ennek nincs alapja; a csehszlovák fél a határvonalat ennél is délebbre kívánta meghatározni, az egyedüli szempont a vasútvonal átkerülése volt.